# 요동성
요동성(遼東城), 또는 양평성(襄平城)은 만주에 있었던 옛 성으로, 지금의 랴오닝성 랴오양시의 근방에 위치해 있었다. 역사적으로 연, 한, 위, 고구려, 당 등의 나라가 차지했다.

## 역사
‘요동’은 ‘요하(遼河)의 동쪽’이란 뜻으로, 지금도 랴오둥반도(遼東半島)라는 이름에 남아 있다. 이 지역에는 고조선이 있었으나 기원전 3세기 연이 점령하면서 요동군이 설치되었다. 이 때 기록에 양평성이라는 이름이 등장한다. 이후 진 · 한 등의 지배를 거쳤다.
요동성은 오래전 공손연의 조상인 공손도가 다스렸으며 이는 삼국지에 나와있다. 원소가 관도대전에서 패한 직후 조조의 침공을 받아 원소의 세력이 무너지자 원소의 아들 원상과 원희는 요동성으로 달려갔으나 요동성쪽에서 참수를 당하고 말았다.
238년 중국 삼국시대 공손연이 독립을 선언하여 위나라에 반기를 들자 위나라에서는 사마의가 출병하여 함락시키고 공손연을 참수했다.
이후 요동군은 4세기 전연 · 전진 · 후연이 지배하다가 385년(고국양왕 2년) 고구려에 점령되었다. 후한 때 양평성이라고 불렀던 성을 고구려에서는 요동성이라 불렀다.
405년(광개토왕 15년)에 후연왕(後燕王) 모용희(慕容熙)가 요동성을 직접 공격했으나 성을 깨뜨리지 못하고 퇴각하였다. 612년, 613년, 614년 고구려-수 전쟁때에도 수나라의 공격을 여러 번 막아 내었다.
그러나 645년 고구려-당 전쟁때 당나라군의 신무기였던 포차(砲車)·충차(衝車) 등 온갖 공성구를 동원하여 직접 요동성을 공격하자 마침내 함락 당했다. 이때 고구려는 전사자 1만여 명, 포로 1만여 명, 민간인 포로 4만여 명, 양곡 50만 석을 빼앗기는 등 큰 피해를 입었다.
668년(보장왕 28년) 고구려가 멸망한 뒤 당나라는 평양에 안동도호부(安東都護府)를 설치했다. 안동도호부는 고구려 유민의 저항에 의해 676년(문무왕 16년)에 요동성으로 이동했으나, 677년 다시 신성(新城)으로 옮겨졌다.

## 연구
요동성의 모습은 1953년 평안남도 순천군에서 발견된 요동성총(遼東城塚)의 요동성도(遼東城圖)를 통해 알 수 있다. 성은 장방형의 평지성으로 내성과 외성의 2중구조로 되어 있으며, 성벽 위에는 여장(女墻)이 있고 문에는 문루(門樓), 모서리에는 각루(角樓)가 있었다.